# قهرمان ده‌اینچی
قهرمان ده اینچی (به انگلیسی: Ten Inch Hero) یک فیلم کمدی رمانتیک مستقل محصول سال ۲۰۰۷ است. این فیلم به کارگردانی دیوید مک‌کی و نوشته‌شده توسط بتسی موریس است.
این فیلم در لس آنجلس، کالیفرنیا فیلم‌برداری شده و فیلم‌برداری آن سه‌هفته به طول انجامیده‌است.

## خلاصه داستان
پایپر به دانشکده هنر در کالیفورنیا می‌رود. او زمانی که ۱۵ ساله بوده، دختری را به دنیا آورده‌است، اما بخاطر نداشتن سن کافی برای نگهداری از او، سرپرستی‌اش را واگذار کرده‌است. سال‌ها بعد او مقاله‌ای را می‌خواند و فکر می‌کند که آن در مورد دختر خودش است.

## بازیگران

پوستر فیلم قهرمان ده اینچی از راست به چپ کلیا دووال-دانیل هاریس-الیزابت هارنویس-جنسن اکلس

- الیزابت هارنویس در نقش پیپر
- کلیا دووال در نقش جن
- شان پاتریک فلانری در نقش نوحا
- جنسن اکلس در نقش باز پریستلی
- دانیل هاریس در نقش پاتریشا
- الیس کریج در نقش زو
- جان دو در نقش تراکر
- شان وینگ در نقش تاد
- ادایر تیشلر در نقش جولیا
- جوردن بلفی در نقش جف
- مت بر در نقش برد
- پیتر دنیس در نقش آقای جولیوس
- جودیت درک در نقش لوسیل